# Oude Groenmarkt
De Oude Groenmarkt is een plein in de Binnenstad van Haarlem. Het plein ligt achter de Grote of St.-Bavokerk, ziende vanaf de Grote Markt. Aan het plein grenzen de straten Damstraat, Lange Veerstraat, Warmoesstraat, Spekstraat en de Lepelstraat. Tevens grenst het Klokhuisplein aan de Oude Groenmarkt. 
Op de Oude Groenmarkt ligt het kunstwerk A tot Z ter nagedachtenis aan de in 2002 overleden Lennaert Nijgh. Op de hoek met de Spek- en Lepelstraat staat de achterkant van de Vleeshal. Over de Oude Groenmarkt stroomde ooit de Haarlemse Beek die via de Damstraat uitmondde op het Spaarne, deze beek is later overwelft. Tegels in het straatmeubilair wijzen de voormalige loop van de beek aan. In november 2006 is langs de kerk een borstbeeld van Samuel Ampzing geplaatst.
Aan de Oude Groenmarkt liggen 9 rijksmonumenten. 

## Galerij

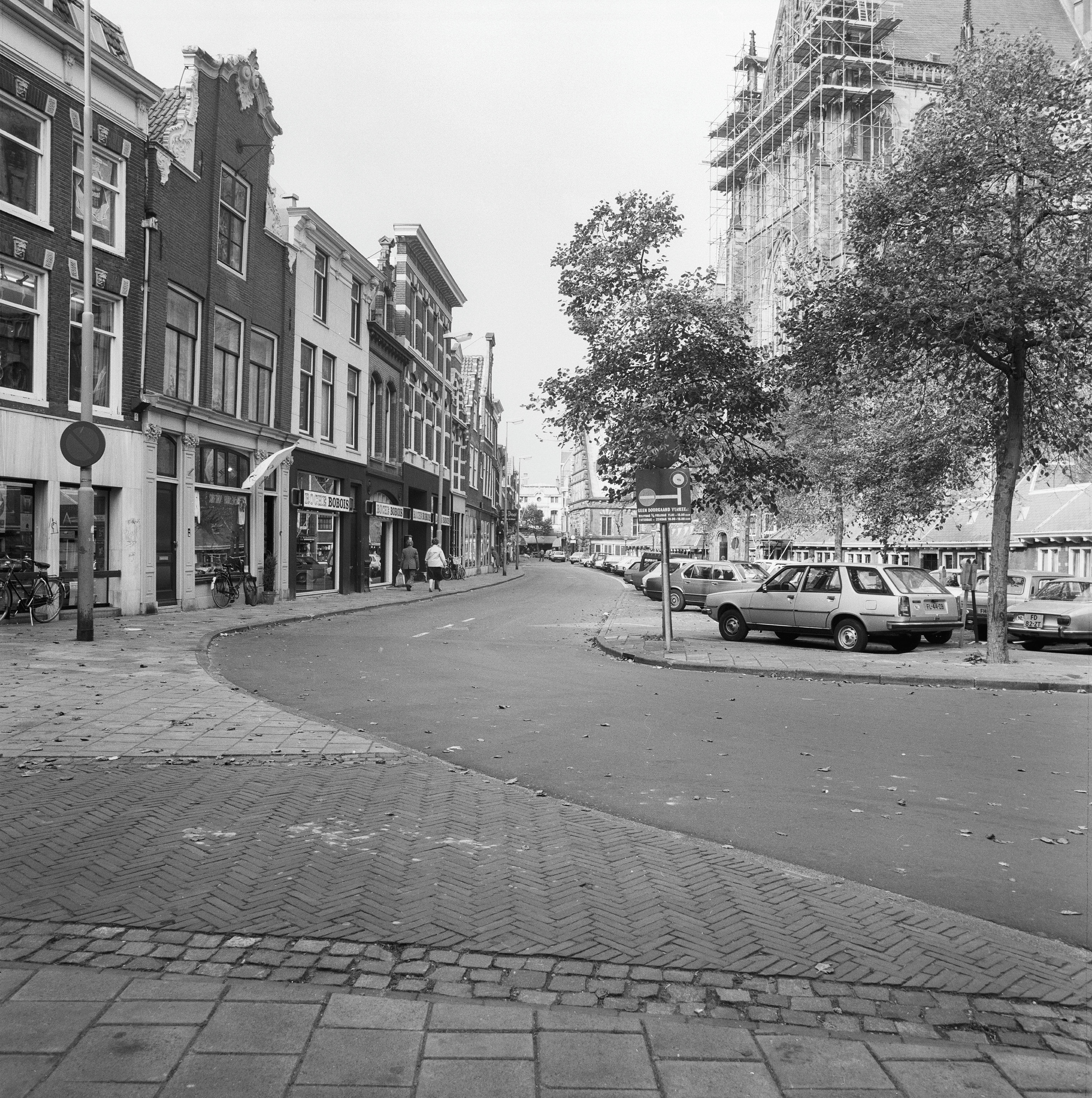
De Oude Groenmarkt anno augustus 1980
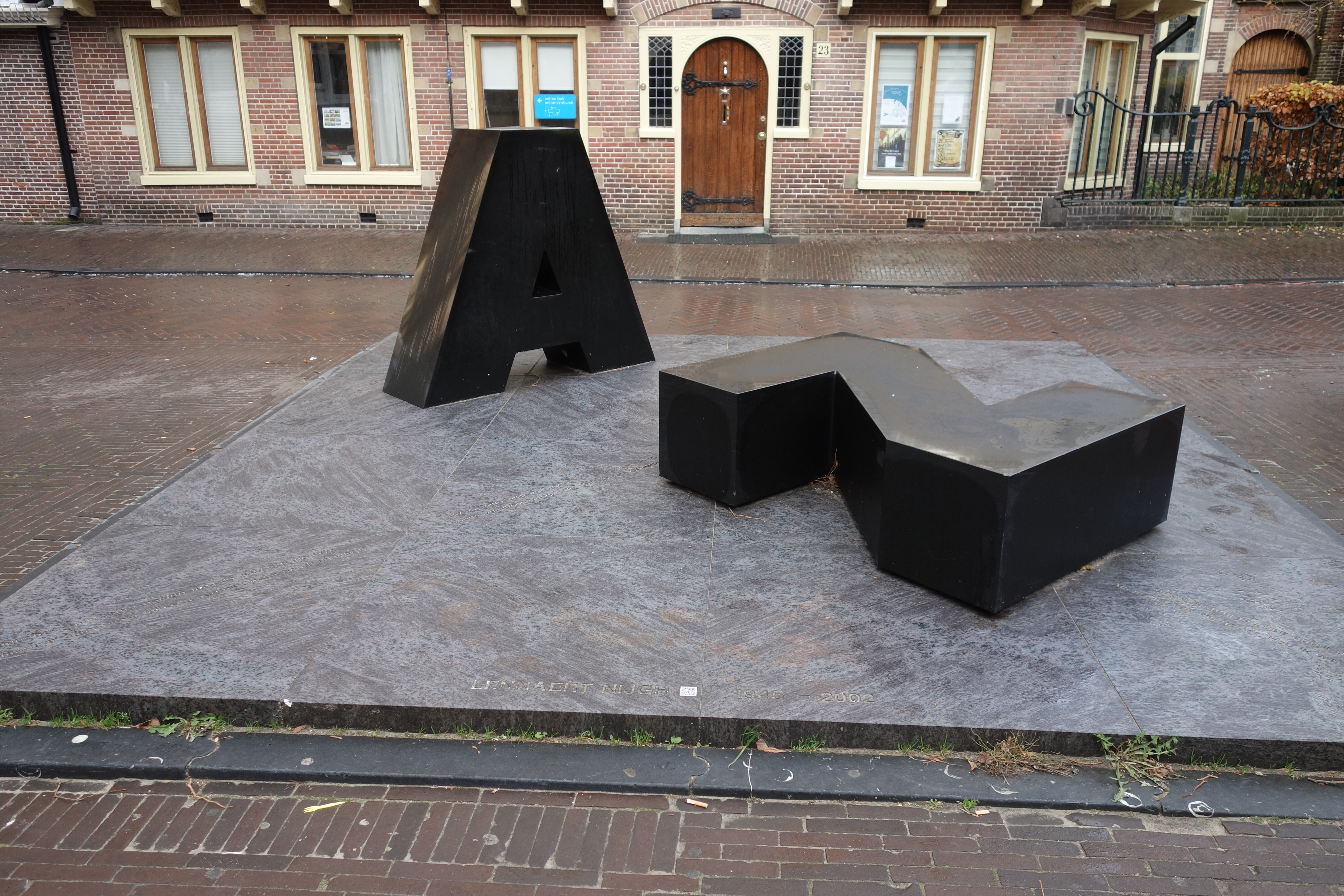
Lennaert Nijgh Memorial
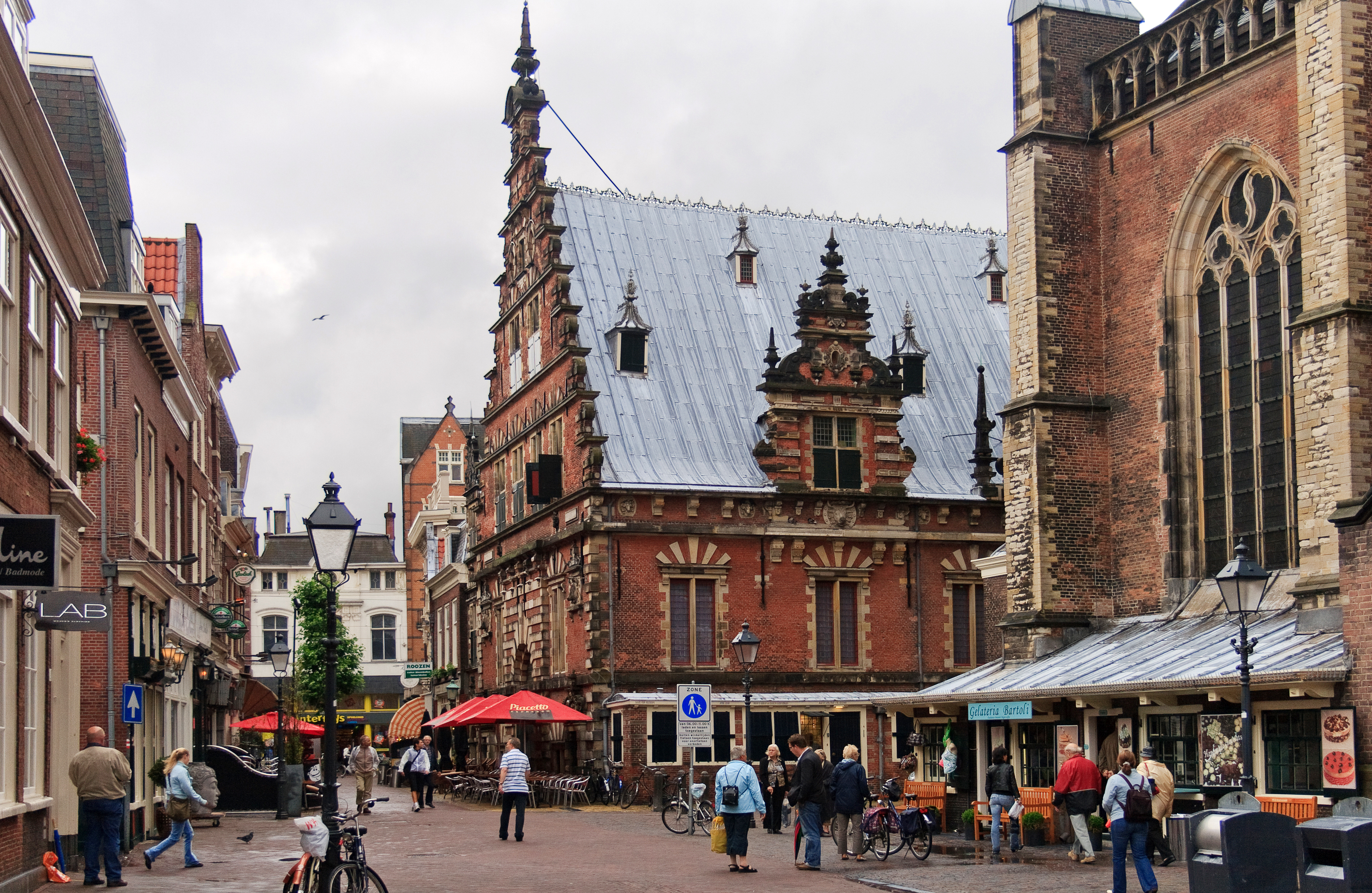
De Vleeshal op de hoek Spekstraat/Lepelstraat
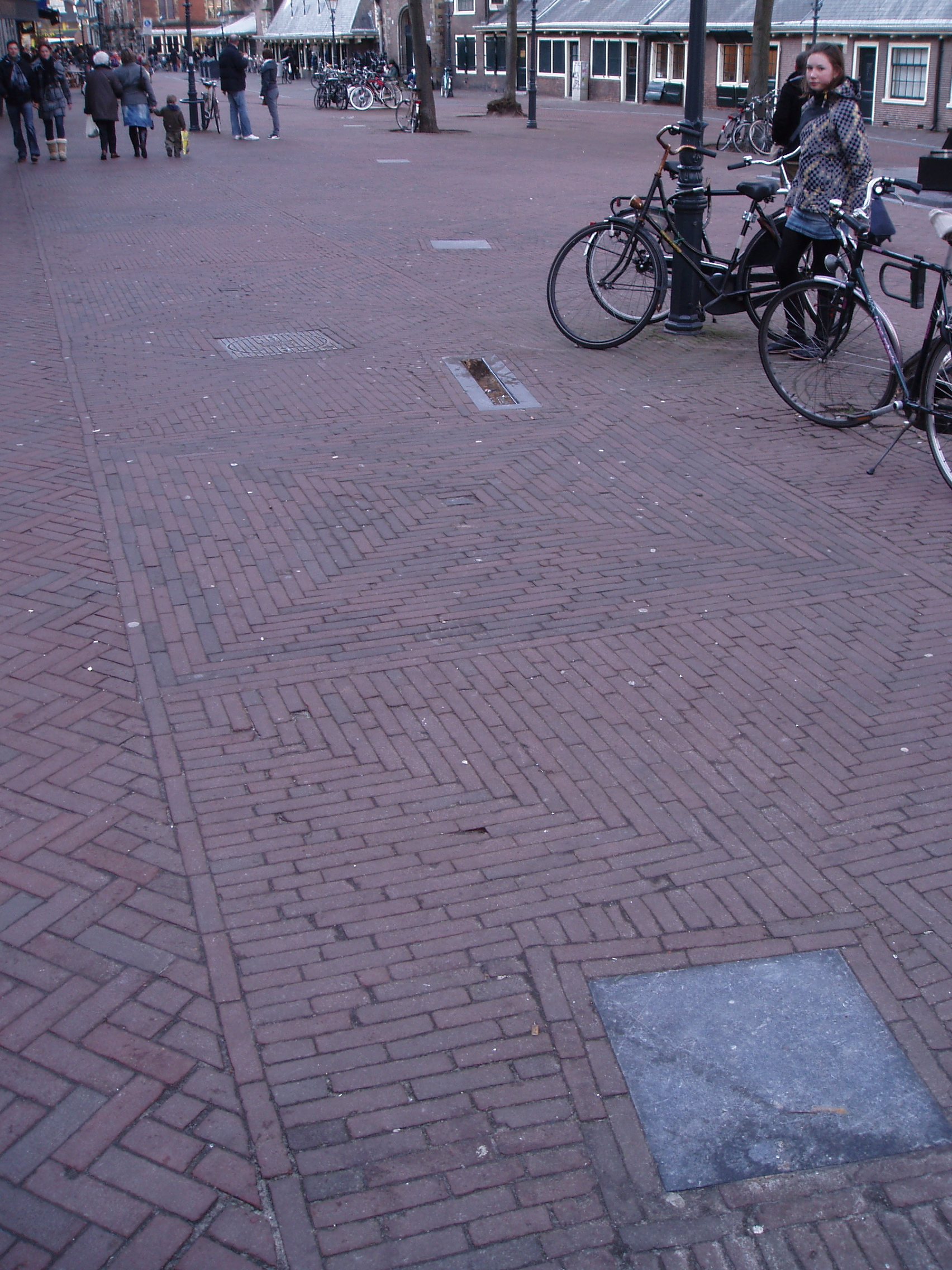
Tegels die de loop van de voormalige Haarlemse beek volgen.